# Chanchamayo (distrito)
Chanchamayo é um distrito da província de Chanchamayo, localizado do Departamento de Junín, Peru.

## Transporte
O distrito de Chanchamayo é servido pela seguinte rodovia:
- PE-5S, que liga o distrito à Fronteira Bolívia-Peru (em Puerto Maldonado) - no distrito de Tambopata (Região de Madre de Dios)
- PE-22B, que liga a cidade ao distrito de Paccha
- JU-106, que liga o distrito de San Ramon à cidade de Carhuamayo
- PE-5N, que liga o distrito à Ponte Integración (Fronteira Equador-Peru) - e a rodovia equatoriana E682 - no distrito de Namballe (Região de Cajamarca) [2][3][4]